# نيقوميديا
نيقوميديا كانت مدينة قديمة في الأناضول (تركيا المعاصرة)، وتسمى إزميد حالياً. تأسست تقريباً بين الأعوام 711-712 قبل الميلاد كمستعمرة ميغارية وعرفت باسم أستاكوس. أعاد نيقوميديس الأول من بيتانيا بنائها عام 264 قبل الميلاد باسم نيقوميديا بعد أن دمرها ليسيماخوس.
وقد جعلها دقليديانوس مركزاً لحكمه على الجانب الشرقي من الإمبراطورية الرومانية.

## معرض صور

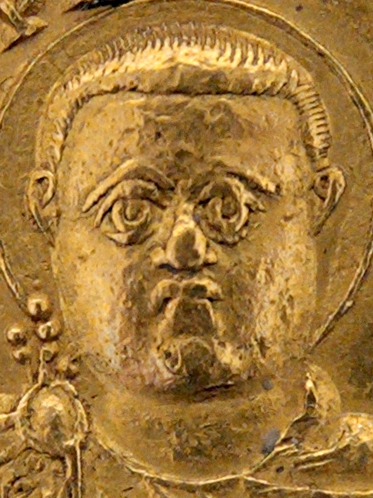
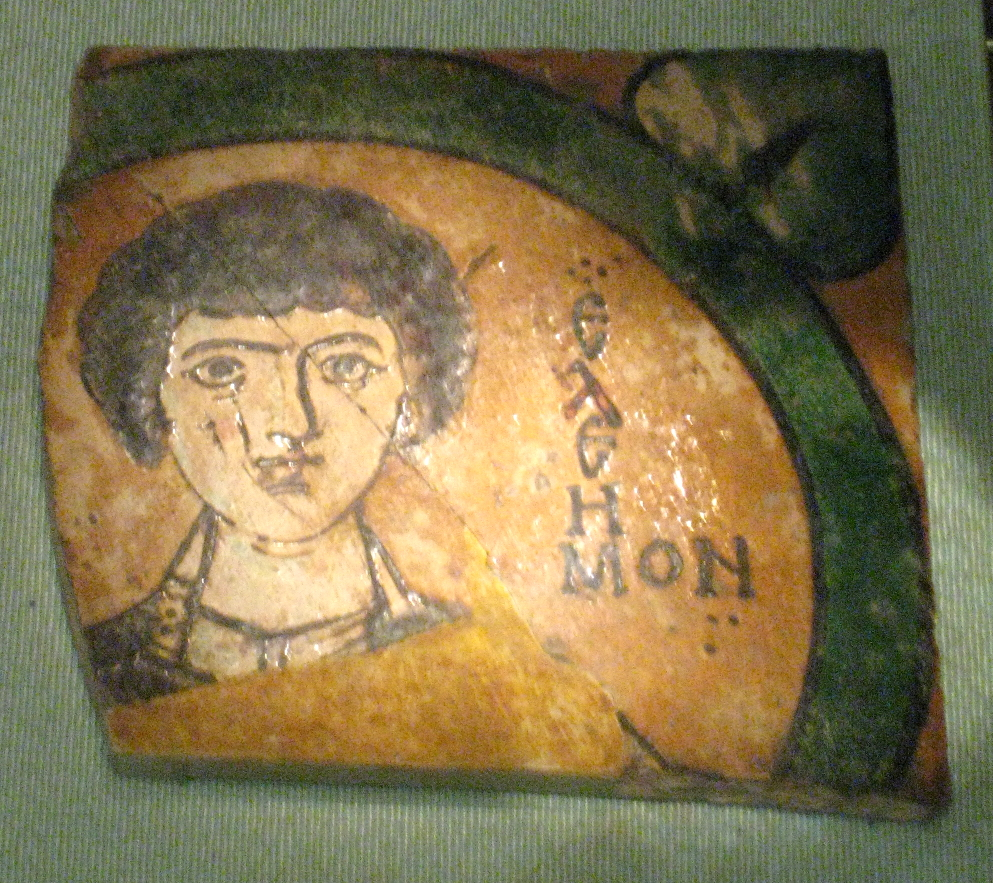
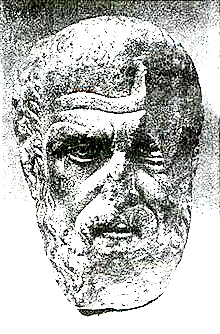
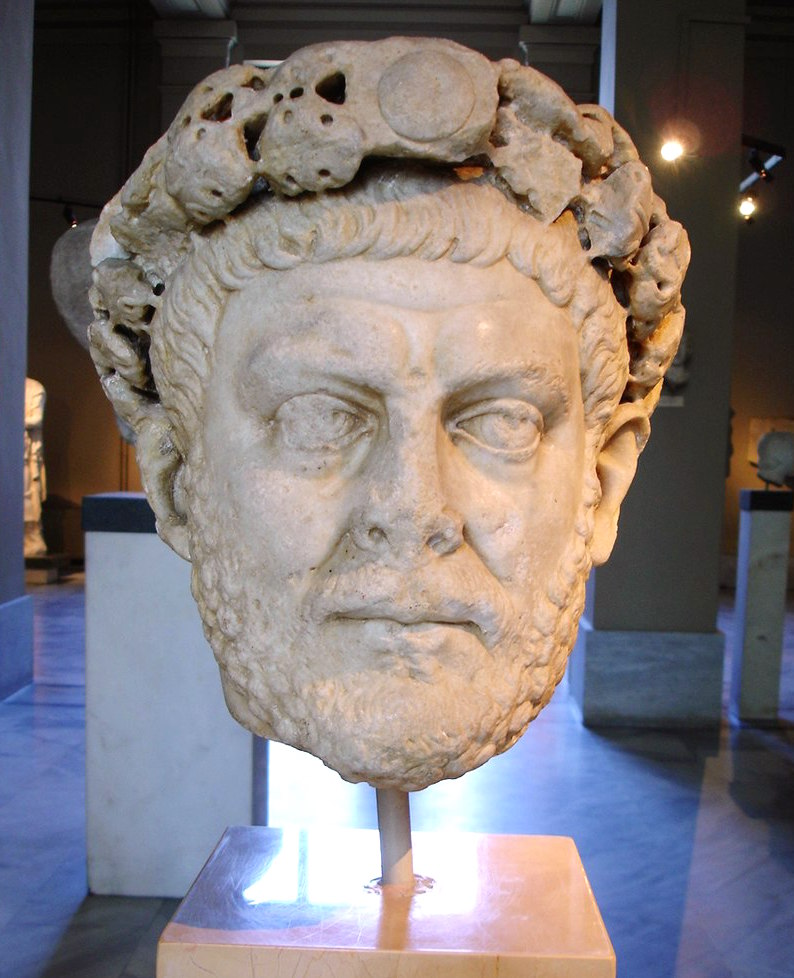

## أعلام
- لوسيان الأنطاكي
- قسطنطين العظيم
- بربارة
- جرجس
- آريانوس